# رياض سلامة
رياض سلامة (17 تموز 1950) هو حاكم مصرف لبنان السابق منذ 1 آب 1993 وحتى 31 تموز/يوليو 2023 حين غادر منصبه. وفي 27 مارس 2025 خلفه كريم سعيد.

## النشأة
ولد رياض سلامة الابن البكر لتوفيق سلامة ورينيه رومانوس، في كفردبيان في لبنان.
تابعَ دراساته في مدرسة سيدة الجمهور للآباء اليسوعيين ثم التحق بالجامعة الأميركية في بيروت حيث نال إجازة في الاقتصاد.

## المسيرة المهنية
بين عامي 1973 و1985، اكتسب رياض سلامة خبرة واسعة في شركة ميريل لينش، متنقلاً بين مكاتب بيروت وباريس، الأمر الذي أدى إلى تعيينه في 1985 نائبا للرئيس ومستشاراً مالياً. وقد شغل هذا المنصب حتى تعيينه حاكما لمصرف لبنان في سنة 1993.
عُيّن رياض سلامة حاكما لمصرف لبنان في الأول من آب 1993 لمدة 6 سنوات. وأُعيد تعيينه لثلاث ولايات متتالية في 1999 و2005 و2011.
يدير الحاكم المصرف المركزي ويعاونه في مهامه أربعة نواب حاكم والمجلس المركزي، وبهذه الصفة، يترأس الهيئات التالية: المجلس المركزي لمصرف لبنان، الهيئة المصرفية العليا، هيئة التحقيق الخاصة المعنية بمكافحة تبييض الأموال وتمويل الإرهاب، وهيئة الأسواق المالية.
الحاكم عضو في مجلس محافظي صندوق النقد الدولي وصندوق النقد العربي. وفي العام 2012، ترأس الحاكم سلامة اجتماعات مجلسي محافظي البنك الدولي وصندوق النقد الدولي في طوكيو.
منذ الأول من تموز 2013، أصبح الحاكم سلامة رئيسا مشاركا في مجلس الاستقرار المالي لمنطقة دول الشرق الأوسط وشمال أفريقيا لمدة عامين. كما أنه يترأس مجلس محافظي صندوق النقد العربي لسنة 2013.

## دعاوى واجهها
في مارس/ آذار 2022، جمّدت فرنسا وألمانيا ولوكسمبورغ 120 مليون يورو من الأصول اللبنانية التي يشتبه في أنها تعود لرياض سلامة وأقاربه.
وفي فبراير/ شباط 2024، أكد ممثلو ادعاء ألمان للمرة الأولى، إجراء تحقيقات تتعلق بغسيل أموال ضد الحاكم السابق لمصرف لبنان المركزي، وأصدروا مذكرة اعتقال بحقه.
وكشف مكتب المدعي العام في ميونيخ حينها، أنه يحقق مع سلامة، الذي شغل المنصب من 1993 إلى 2023، إلى جانب شقيقه رجا ومشتبه بهم آخرين بتهم تشمل التزوير وغسيل الأموال والاختلاس. وينفي الأخوان سلامة هذه الاتهامات.
في 3 سبتمبر 2024، ألقي القبض في لبنان على رياض سلامة بعد استجوابه بقضية اختلاس أموال، وأوقف النائب العام التمييزي القاضي جمال الحجار سلامة بعد استجوابه على مدى ثلاث ساعات حول شبهات اختلاس من مصرف لبنان تفوق أربعين مليون دولار.
وبتاريخ 09 سبتمبر 2024، أصدر قاضي التحقيق الأول في بيروت بلال حلاوي، مذكرة توقيف وجاهية بحق حاكم البنك المركزي السابق رياض سلامة، وذلك بعد الاستماع إليه في جلسة استمرّت نحو ساعتين من الوقت. وفي وقت سابق ادعت هيئة القضايا في وزارة العدل اللبنانية، ممثلة برئيستها القاضية هيلانة إسكندر على سلامة وكلّ من يظهره التحقيق، بجرائم الاختلاس وسرقة أموال عامة والتزوير والإثراء غير المشروع.

## وصلات خارجية
- رياض سلامة على موقع أرشيف الشارخ.
- رياض سلامة نسخة محفوظة 6 يونيو 2019 على موقع واي باك مشين. مصرف لبنان، تاريخ الولوج 30 أيلول 2014.